# Rhyparus schachti
Rhyparus schachti är en skalbaggsart som beskrevs av Vladimir Balthasar 1971. Rhyparus schachti ingår i släktet Rhyparus och familjen Aphodiidae. Inga underarter finns listade i Catalogue of Life.